# Nashville (Ohio)
Nashville è un comune degli Stati Uniti d'America della contea di Holmes nello Stato dell'Ohio. La popolazione era di 197 persone al censimento del 2010.

## Geografia fisica
Nashville è situata a 40°35′46″N 82°06′47″W (40.596018, -82.113175).
Secondo lo United States Census Bureau, ha un'area totale di 0,08 miglia quadrate (0,21 km²).

## Storia
Nel 1833, Nashville possedeva sei case e una taverna.

## Società

### Evoluzione demografica
Secondo il censimento del 2010, c'erano 197 persone.

### Etnie e minoranze straniere
Secondo il censimento del 2010, la composizione etnica della città era formata dal 99,5% di bianchi e lo 0,5% di due o più etnie. Ispanici o latinos di qualunque etnia erano lo 0,5% della popolazione.